# Куркулі (Мядельський район)
Куркулі (біл. вёска Куркулі) — село в складі Мядельського району Мінської області, Білорусь. Село підпорядковане Свірській сільській раді, розташоване в північній частині області.